# Rooküla
Rooküla – wieś w Estonii, w prowincji Harju, w gminie Anija. Zamieszkana przez 94 osoby (stan na 31.12.2013).